# آ آگوالادا، کوریستانس
آ آگوالادا، کوریستانس (به اسپانیایی: A Agualada, Coristanco) در اسپانیا با جمعیت ۶۴۷ نفر است که در گالیسیا واقع شده‌است.